# Lu'lu'a al-Faysal Al Sa'ud
Lu'lu'a al-Fayṣal Āl Saʿūd (in arabo لولوة الفيصل آل سعود‎?; Ta'if, 1948) è una principessa saudita. È considerata una delle donne della famiglia reale più in vista ed è un'attivista di primo piano per l'istruzione delle donne e altre questioni sociali del paese.

## Primi anni di vita
La principessa Lu'lu'a è una dei nove figli nati dal matrimonio tra re Faysal e 'Iffat al-Thunayan. È nata a Ta'if nel 1948. Come gli altri fratelli, è stata educata all'estero, infatti ha frequentato il liceo a Losanna, in Svizzera. Suo padre è stato assassinato quando lei aveva vent'anni da un nipote, il principe Fayṣal bin Musāʿid.

## Attivista per i diritti delle donne
La principessa Luʾluʾa ha dedicato la sua vita al miglioramento del benessere delle donne in Arabia Saudita, in particolare nel campo dell'istruzione. Fa parte della Società filantropica per le donne al-Nahḍa (ossia "Rinascita") di Riad dal 1970. Dal 1990 al 1999, ha assistito la madre nella supervisione della Scuola Dār al-Ḥannān (in arabo دار الحنان‎?, "Casa della Compassione") di Gedda, il primo istituto superiore privato del regno. Nel 1999, con la madre e i fratelli, ha contribuito a fondare il Collegio ʿEffat (ora Università ʿEffat). Era coinvolta in tutte le fasi della fondazione del collegio, della raccolta fondi, dello sviluppo del programma di studi e della supervisione dell'assunzione dei docenti e del personale. Attualmente è Vice presidente del Collegio dei Fondatori e del Consiglio di fondazione dell'ateneo e supervisore generale dello stesso. Nel 2005, si è fatta fotografare dai media occidentali per la prima volta.
Nel 2007, durante una sessione pubblica del Forum economico mondiale, ha parlato contro il divieto di guidare a cui le donne del suo paese sono ancora vincolate. Oltre a chiedere maggiori diritti per le donne saudite, lavora anche contro le idee sbagliate circa le donne del suo paese che esistono nell'Occidente. Sostiene che alle donne musulmane sono concessi uguali diritti fra loro, ma non necessariamente i loro stessi diritti.

## Rappresentante dell'Arabia Saudita
Ha anche rappresentato il suo paese in vari forum internazionali. Ha servito come membro del Comitato del commercio internazionale delle Camere di Commercio e dell'Industria del paese. Nel 2006, ha guidato una delegazione di imprenditori sauditi a Hong Kong. Ha partecipato a missioni commerciali, accompagnando membri anziani della famiglia reale in diversi viaggi diplomatici.
Lu'lu'a ha tenuto molti discorsi in tutto il mondo sulla promozione delle donne musulmane. Fa parte del vertice del Forum economico mondiale e ha partecipato alle sessioni dell'organizzazione. Nel corso del meeting del Forum del 2008 a Davos, ha presentato la sessione di lavoro "Che tipo di educazione per che tipo di mondo?", un discorso incentrato sulla filosofia dell'educazione. È stata la relatrice principale alla Conferenza istituzionale sul Vicino Oriente di Londra del 2003, svoltasi nella School of Oriental and African Studies. Fa parte del consiglio della Fondazione Re Fayṣal.
In aggiunta alla sua lingua madre, l'arabo, parla correntemente l'inglese e il francese.

## Vita personale
Ha sposato uno dei suoi cugini, il principe Sa'ud bin Abd al-Muhsin Al Sa'ud, ma ha divorziato dopo dieci anni. Da quel primo matrimonio sono nati tre figli.

## Onori
Nel 2009, la principessa Lu'lu'a ha ricevuto una laurea honoris causa dal Mount Holyoke College del Massachusetts. In occasione della cerimonia di assegnazione ha tenuto un discorso. Il Mount Holyoke College, un prestigioso istituto femminile, ha giocato un ruolo consultivo nella fondazione dell'Università ʿEffat.